# Nephrit

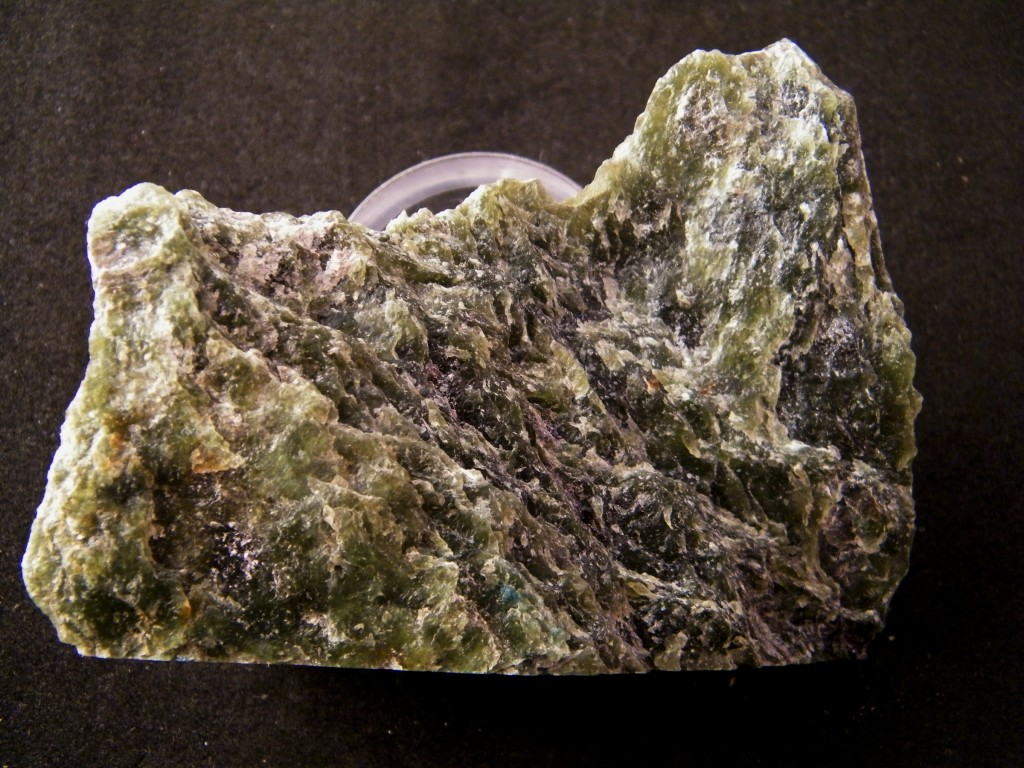
Nephrit aus Jordanów (Jordansmühl), Niederschlesien, Polen

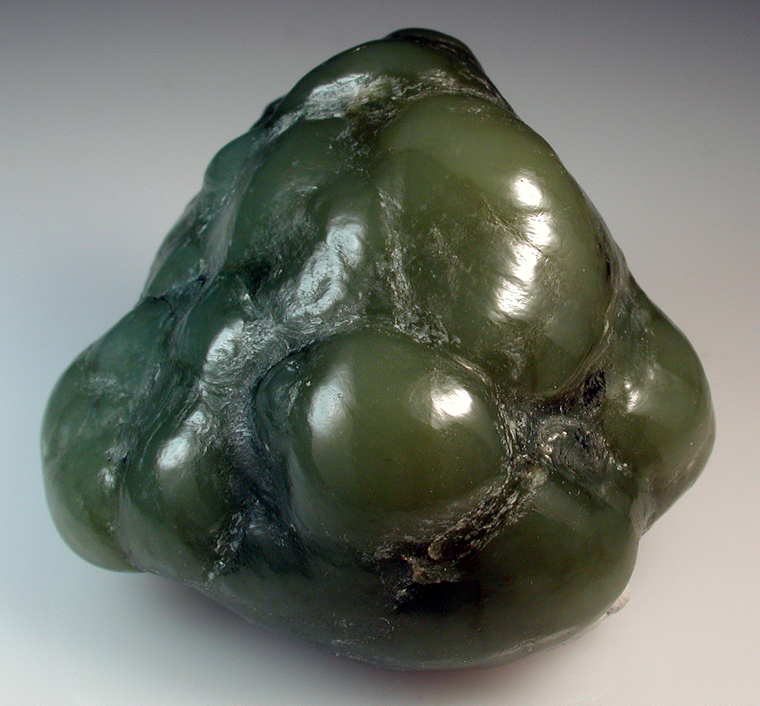
Nierenförmiger Nephrit aus dem Santa-Lucia-Gebirge, Monterey County, Kalifornien, USA

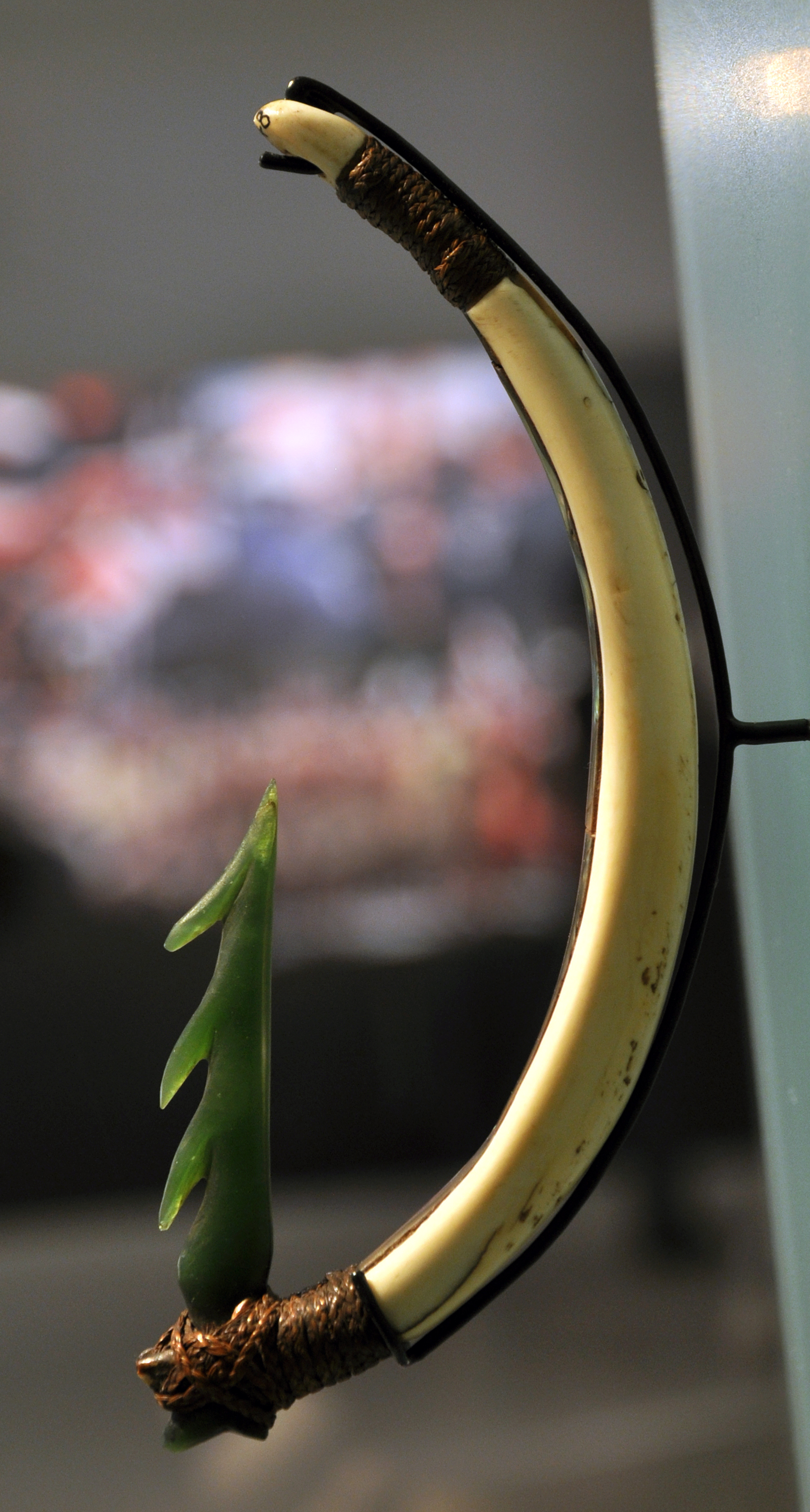
Māori-Angelhaken aus Nephrit

Als Nephrit bezeichnet man einen Mischkristall aus der lückenlosen Mischreihe der Minerale Tremolit und Aktinolith. Es ist von der International Mineralogical Association (IMA) nicht als eigenständiges Mineral anerkannt.
Liegt Nephrit als Masse aus ineinander verfilzten mikrokristallinen Fasern vor, wird er als Jade bezeichnet. Dieses auch Nephrit-Jade genannte Material wird zu entsprechend begehrten Schmucksteinen und kunstgewerblichen Gegenständen verarbeitet, unterscheidet sich chemisch jedoch deutlich von der hauptsächlich aus Jadeit bestehenden Jade. Die Farben des Nephrits werden durch Chrom und Eisen verursacht und reichen von graugrün über dunkelgrün bis fast schwarz, die Farbe kann aber auch ins rotbraune gehen.

## Etymologie und Geschichte
Die Bezeichnung Nephrit kommt aus dem griechischen νεφρός nephros und bedeutet übersetzt Niere. Ein alter Volksglaube sagt dem Stein heilende und kräftigende Wirkung vor allem auf Nieren, Harnwege und Blase nach. Esoteriker glauben zudem an seine Wirksamkeit als Heilstein für Sehkraft, Kreativität u. a. sowie als Schutzstein, die jedoch wissenschaftlich nicht nachgewiesen ist.
Steinäxte aus Nephrit waren im Europa der Jungsteinzeit begehrte und, wegen der seltenen Vorkommen, wertvolle Werkzeuge.
Aufgrund von Reiseberichten Georg Forsters wurde Ende des 18. Jahrhunderts bekannt, dass die Eingeborenen Neuseelands Nephrit dazu benutzten, um Meißel, Beile und Streitäxte (Pattu-pattuhs) daraus zu fertigen. In der Annahme, es müsse sich bei diesem Nephrit um eine Varietät handeln, wurde er daher in den mineralogischen Aufzeichnungen mit verschiedenen Eigennamen belegt, wie unter anderem Beilstein nach Werner, Punammustein nach Blumenbach oder auch Punamu-Nephrit nach Reuß. Letztere sind eine Abwandlung der Māori-Bezeichnung pounamu als Sammelbegriff für verschiedene Arten von Jade (Waitaiki), Bowenit (Tangiwai) und Serpentin. Die Bezeichnung der Südinsel Neuseelands (Te Wahipounamu, „Land [des] Pounamu“) bezieht sich auf den Fundort der Steine an der Westküste derselben.

## Varietäten
Nephrit mit Einschlüssen von Magnetit wird Magnetit-Jade genannt.
Russisch-Jade ist die Handelsbezeichnung für sattgrünen Nephrit aus der Russischen Föderation.